# Лінь (мультфільм)
«Лінь» (другі назви: «Лінощі», «Рокіровка (сповідь із акваріума)») (рос. Лень) — радянський анімаційний фільм 1979 року Творчого об'єднання художньої мультиплікації студії Київнаукфільм, режисер — Євген Сивокінь.

## Сюжет
Один добропорядний громадянин обідав й байдуже споглядав за рибками у своєму акваріумі. Та раптом з мутної води випірнуло справжнє чудовисько. Проте небажання напружуватися навіть для порятунку власного життя, привело героя до поневолення.

## Над фільмом працювали
- Автор сценарію: Арон Каневський;
- Режисер: Євген Сивокінь;
- Художник постановник: Валентина Серцова;
- Композитор: Яків Лапинський;
- Оператор: Олександр Мухін (у титрах А. Мухін);
- Звукооператор: Ігор Погон (в українській версії не вказаний);
- Мультиплікатори: Ігор Ковальов, Олександр Татарський (у титрах А. Татарський);
- Асистенти: Тетяна Черні, В. Рябкіна, Михайло Титов (у титрах М. Тітов);
- Монтажер: Юна Срібницька (у титрах Ю. Сребницька);
- Редактор: Л. Пригода;
- Директор картини: Іван Мазепа (у титрах И. Мазепа).

## Нагороди
- ВКФ Душанбе, 1980 — Диплом журі.